# Sylvia Garcia

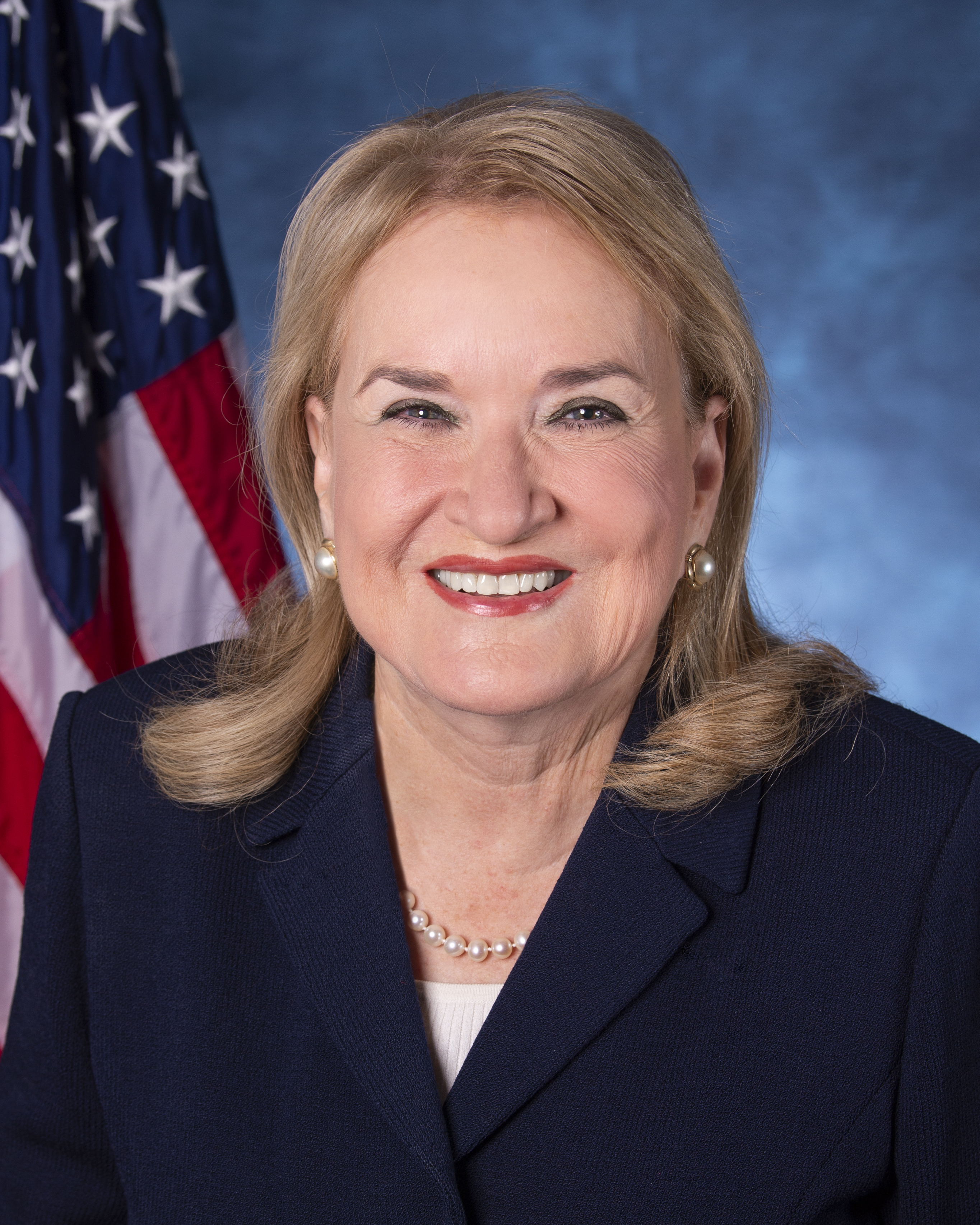
Sylvia Garcia (2019)

Sylvia Rodriguez Garcia (* 6. September 1950 in Palito Blanco, Texas, Vereinigte Staaten) ist eine US-amerikanische Politikerin. Als Mitglied der Demokratischen Partei ist sie seit dem 3. Januar 2019 Inhaberin des 29. Sitzes des Bundesstaates Texas im Repräsentantenhaus der Vereinigten Staaten.

## Leben
Sylvia Garcia wurde am 6. September 1950 in Palito Blanco in der westlichen Mitte des Jim Wells Countys im Bundesstaat Texas als Tochter von Rick und Antonia Rodriguez Garcia geboren. Sie ist das achte von zehn Kindern.
Garcia absolvierte die Texas Woman’s University mit einem Stipendium, schloss mit einem Abschluss in sozialer Arbeit ab und arbeitete dann als Sozialarbeiterin. Später erhielt sie den Juris Doctor an der Thurgood Marshall School of Law der Texas Southern University.

## Politische Karriere

### Houston
Anfang der 1980er-Jahre setzte die damalige Bürgermeisterin von Houston, Kathy Whitmire, Sylvia Garcia als Gerichtspräsidentin der Stadt Houston ein. In dieser Funktion blieb sie fünf Legislaturperioden unter zwei Bürgermeistern. 1998 wurde Garcia Auditor von Houston.

### Harris County
Garcia wurde 2002 in die Kommission des Harris County gewählt. Sie war die erste Frau und der erste Latino in diesem Amt. In ihrem Aufgabenbereich befanden sich wichtige Standorte der NASA, der Houston Ship Channel und der Hafen von Houston, der sechstgrößte Hafen der Welt. Bei der Wahl 2010 wurde sie vom Republikaner Jack Morman besiegt.

### Senat von Texas
2013 besiegte Garcia die Senatorin Carol Alvarado in der Stichwahl der Nachwahl und ersetzte damit Mario Gallegos Jr. im Senat von Texas. Ab dem 11. März 2013 gehörte sie dem Senat von Texas an.
Ihre Tätigkeitsbereiche waren Strafjustiz, zwischenstaatliche Beziehungen, natürliche Ressourcen und wirtschaftliche Entwicklung sowie Verkehr. Die Wahl 2016 gewann sie ohne Gegenkandidaten.

### Repräsentantenhaus der Vereinigten Staaten
Während ihrer Amtszeit als Bezirksrichterin trat Garcia 1992 in der Demokratischen Vorwahl für den neu gegründeten 29. Sitzes des Bundesstaates Texas im Repräsentantenhaus der Vereinigten Staaten an. Sie belegte den dritten Platz der Vorwahl hinter Ben Reyes und Gene Green. Green gewann die Wahl und war die nächsten 26 Jahre Inhaber des 29. Sitzes für Texas. Bei der Wahl 2018 trat er nicht an.
Sylvia Garcia gewann die demokratischen Vorwahlen am 6. März 2018 zur Wahl zum 29. Sitzes des Bundesstaates Texas im Repräsentantenhaus der Vereinigten Staaten mit 63,3 Prozent der Stimmen vor Muhammad Tahir Javed, der 20,7 Prozent errang. Den dritten Platz belegte Roel Garcia mit 6,6 Prozent.
Sie gewann die Wahl im November 2018 gegen Phillip Arnold Aronoff von der Republikanischen Partei mit 75,1 Prozent der Stimmen. Den dritten Platz belegte der Cullen Burns von der Libertarian Party mit einem Prozent der Stimmen. Während ihrer ersten Legislaturperiode im Repräsentantenhaus des 116. Kongresses gehörte Garcia zu den sieben von Nancy Pelosi permanent Verfahrensmanager des Repräsentantenhauses beim ersten Amtsenthebungsverfahren gegen Präsident Trump.
In der Vorwahl zur Kongresswahl 2020 hatte Garcia keine Gegenkandidaten. Die Wahlen zum Repräsentantenhaus des 117. Kongresses gegen die Republikanerin Jaimy Blanco konnte sie mit 71,1 % ebenfalls gewinnen. Bei der folgenden Wahl 2022 qualifizierte sie sich in der Vorwahl ohne  Gegenkandidaten und wurde bei der Hauptwahl gegen Robert Schafranek mit 71,4 % wiedergewählt. In der nächsten Vorwahl zur Kongresswahl 2024 wurde Sylvia Garcia bei den Demokraten erneut nicht herausgefordert. und gewann die Wahl im 29. Kongresswahlbezirk gegen den Republikaner Alan Garza mit 65,3 %. Sylvia Garcias aktuelle Legislaturperiode im Repräsentantenhaus des 119. Kongresses läuft noch bis zum 3. Januar 2027.
Sie ist in folgenden Kongressbereichen tätig:
- United States House Committee on Financial Services
  - Subcommittee on Diversity and Inclusion
  - Subcommittee on Oversight and Investigations
- United States House Committee on the Judiciary
  - Subcommittee on the Constitution, Civil Rights and Civil Liberties
  - Subcommittee on Immigration and Citizenship.

Garcia gehört dem Congressional Hispanic Caucus und dem Congressional Progressive Caucus an.